# Circàssia
La Circàssia és una regió de la Rússia europea meridional, situada als vessants septentrionals del Caucas i compresa entre la mar Negra a l'oest i la mar Càspia a l'est. Tot i que actualment no correspon a cap divisió política, en el passat formà part dels antics territoris de Tèrek i Kuban.

## Geografia
La Circàssia és una regió de la Rússia europea meridional, situada als vessants septentrionals del Caucas i compresa entre la mar Negra a l'oest i la mar Càspia a l'est. Està limitada al nord pels rius Tèrek i Kuban, i s'allarga pel sud fins a Mingrèlia. El terreny és en part molt trencat, assoleix una considerable altura, que culmina en el mont Elbrús (5.646 m). L'elevació mitjana de la serralada excedeix de 3.000 m, i té ramificacions laterals en sentit transversal que l'enllacen a una sèrie de contraforts paral·lels de menys altura.
La part oriental és més baixa que l'occidental, però més trencada. Les aigües es dirigeixen per la part septentrional de la regió a les mars Negra i Càspia pels citats rius Kuban i Tèrek, els quals descriuen una gran corba en sentit oposat i presenten les seves ribes en la part inferior del seu curs, cobertes de vegetació.
El Kuma i altres rius de la regió central es filtren en les estepes sense arribar al mar. L'Ingur i el Rion porten les aigües del Caucas occidental al mar Negra pel vessant contrari.
No obstant la fertilitat del sol, l'agricultura està força endarrerida. Els productes principals són el blat de moro, civada, tabac, arròs, cànem i la vinya.
Als vessants del Caucas hi ha uns magnífics boscs, els quals subministren una fusta excel·lent per a la construcció.
La Circàssia no correspon a cap divisió política, actualment, formant part dels antics territoris de Tèrek i Kuban.

## Història

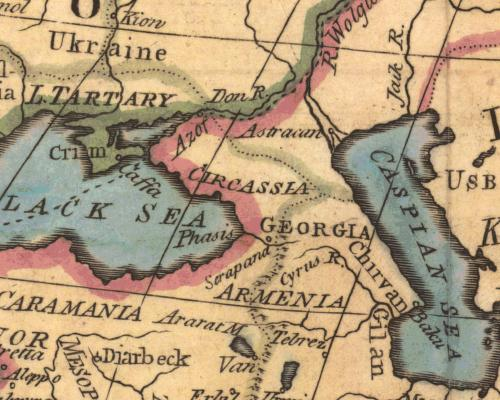
Mapa de Circàssia

Les primeres dades que es tenen dels circassians es remunten al segle vi aC abans de Crist, època en la qual eren designats pels romans amb el nom d'ant. En el segle v de la nostra era la Circàssia fou devastada pels huns, després va passar al domini dels khàzars. A la caiguda d'aquests, van dependre de l'imperi selèucida de Pèrsia i posteriorment del regne de Geòrgia.
Al voltant del segle x començaren les irrupcions dels russos al Caucas i es van establir relacions de parentiu amb les principals famílies d'aquesta regió. En el segle xiii s'apoderà d'aquesta Batu Khan, fill de Jöči i net de Genguis Kan, i forma una de les províncies occidentals de l'imperi mogol. En acabar el segle xiv passà al domini de Tamerlà i els seus descendents. En aquesta època la major part dels seus habitants van abraçar l'islam.
Ivan Vasilievich, gendre d'un príncep circassià, defensà el territori enfront de les pretensions del kanat de Crimea, del qual en passà més tard a dependre la Circàssia, fins que el 1708 es revoltà, i es va posar sota la protecció de Turquia. El tractat de Belgrad (1739) i el de Küčük Kaynardja (1774) permeteren als txerquessos, encara que per poc temps, gaudir d'alguna llibertat fins que Pere el Gran de Rússia realitzà diferents temptatives per estendre els seus dominis pel Caucas.
El Kuban constituïa abans del tractat d'Adrianòpolis de 1829 la frontera entre russos i txerquessos, però en virtut d'aquest tractat foren agregades a Rússia totes les possessions otomanes del Caucas. Els circassians es negaren a reconèixer la validesa de l'estipulat. Llavors es va originar una lluita terrible, que posà fi al genocidi circassià i la dispersió dels pocs supervivents d'aquell poble.
Des de 1858 a 1864 més de 300.000 txerquessos abandonaren casa seva i es van establir a llocs diversos de Turquia, emigració que es tornà a repetir després de la guerra russo-turca de 1877. Una part del poble circassià va cercar refugi a Anatòlia.